# Stazione di Massa Finalese
La stazione di Massa Finalese è stata una stazione ferroviaria della diramazione Cavezzo-Finale Emilia della ferrovia Modena-Mirandola.
La stazione, che serviva la frazione di Massa Finalese, era gestita dalla Società Emiliana di Ferrovie Tranvie ed Automobili (SEFTA).

## Storia
Situata a 1,3 km dall'abitato da cui prendeva il nome, la stazione fu distrutta il 20 novembre 1944 da un bombardamento e ricostruita dopo la Seconda guerra mondiale con fattezze simili agli edifici di stazione della ferrovia Casalecchio-Vignola.